# Бараний
Бараний — ручей в России, протекает по территории Усть-Камчатского района Камчатского края. Длина — 11 км.
Начинается на южном склоне горы Чёрной к западу от ледника Богдановича, течёт в общем юго-западном направлении. Впадает в реку Студёная справа на расстоянии 48 км от её устья. Имеет один приток — ручей Левый Бараний.
По данным государственного водного реестра России относится к Анадыро-Колымскому бассейновому округу.
Код водного объекта — 19070000112220000015698.